# Democrații 66
Democrații 66 (în neerlandeză Democraten 66) este un partid liberal din Țările de Jos, înființat în 1966 de un grup de intelectuali tineri, neafiliați politic până la acel moment. Alături de Partidul Popular pentru Libertate și Democrație (VVD), fiind membru al Alianței Liberalilor și Democraților pentru Europa, este unul dintre cele două partide liberale reprezentate în parlamentul Țărilor de Jos. Totuși, ideologia partidului Democrații 66 este cea a liberalismului social, fiind ușor diferită de cea a VVD, a cărui ideologie este mai degrabă liberalismul conservator, care este un partid de centru-dreapta.
În prezent face parte din coaliția de guvernământ, împreună cu Partidul Popular pentru Libertate și Democrație, Christen-Democratisch Appèl și ChristenUnie. De asemenea, în trecut a participat de mai multe ori în coaliții la nivel național, una dintre cele mai cunoscute fiind Coaliția Violet dintre Partidul Muncii, Partidul Popular pentru Libertate și Democrație și Democrații 66, care a condus Olanda din 1998 până în 2002.

## Legături externe
- Website Oficial